# Mont Sainte-Marie
Mont Sainte-Marie är ett berg i Kanada.   Det ligger i provinsen Québec, i den sydöstra delen av landet, 60 km norr om huvudstaden Ottawa. Toppen på Mont Sainte-Marie är 1 910 meter över havet.
Terrängen runt Mont Sainte-Marie är kuperad åt sydost, men åt nordväst är den platt. Mont Sainte-Marie är den högsta punkten i trakten. Runt Mont Sainte-Marie är det mycket glesbefolkat, med 2 invånare per kvadratkilometer.. 
I omgivningarna runt Mont Sainte-Marie växer i huvudsak blandskog.